# Euphoria iridescens
Euphoria iridescens är en skalbaggsart som beskrevs av Hermann Rudolph Schaum 1841. Euphoria iridescens ingår i släktet Euphoria och familjen Cetoniidae. Inga underarter finns listade i Catalogue of Life.